# Campoletis imperfecta
Campoletis imperfecta là một loài tò vò trong họ Ichneumonidae.